# Jessie DeZiel
Jessie DeZiel (12 de agosto de 1993) é uma ginasta estadunidense, que compete em provas de ginástica artística.
A ginasta foi aos Jogos Pan-Americanos de 2011 ao lado das companheiras Bridgette Caquatto, Brandie Jay, Shawn Johnson, Grace McLaughin e Bridget Sloan para conquistar a medalha de ouro por equipes, a frente da seleção canadense. Nas provas individuais, foi à final do solo, na qual encerrou em sexto lugar.